# Exochus certus
Exochus certus là một loài tò vò trong họ Ichneumonidae.